# Kateřinské Chalupy
Kateřinské Chalupy (deutsch Katharinahäuseln) ist eine Grundsiedlungseinheit der Gemeinde Rozvadov (Roßhaupt) in Tschechien. Sie liegt fünfeinhalb Kilometer westlich von Přimda (Pfraumberg) und gehört zum Okres Tachov.

## Geographie
Die Siedlung Kateřinské Chalupy befindet sich linksseitig des Kateřinský potok (Katharinabach) – dem südlich des Ortes der Václavský potok (Mühllohbach) zufließt – im böhmischen Teil des Oberpfälzer Waldes (Český les). Im Norden erhebt sich der Panský vrch (562 m n.m.), nordöstlich der Sklárenský vrch (Entenbühl, 593 m n.m.), im Osten der Václavský vrch (Wenzelberg, 584 m n.m.) sowie südöstlich der Huťský vrch (Hüttenberg, 601 m n.m.), die Tomáška (Tomaschkaberg, 631 m n.m.) und der Suchý kopec (Dürrenberg, 616 m n.m.). Am nördlichen Ortsrand verläuft die Staatsstraße II/605; diese wird 500 m nordwestlich von Kateřinské Chalupy von der Autobahn D5 / Europastraße 50 überbrückt. Zwischen der Staatsstraße und der Autobahn-Anschlussstelle 144 „Svatá Kateřina“ erstreckt sich gegen Norden ein großflächiges Areal mit Raststätten, Tankstellen und Parkflächen für Trucks sowie einem ausgedehnten Asia-Markt. Entlang der Staatsstraße führt die Vyhlídková naučná stezka (Panoramalehrpfad) von Rozvadov nach  Milíře (Brand). Kateřinské Chalupy liegt im Naturpark Český les, dicht an der Grenze zum Landschaftsschutzgebiet Český les.
Nachbarorte sind Mnichovství (Münchsfeld) und Hošťka (Hesselsdorf) im Norden, die Wüstung Bohuslav (Wusleben), Labuť (Labant) und Újezd pod Přimdou (Ujest) im Nordosten, die Wüstungen Frauentál (Frauenthal) und Venclův Mlýn (Wenzelmühle) im Osten, Milíře im Südosten, Svatá Kateřina (St. Katharina) und Robenava (Rabenau) im Süden, Rozvadov im Westen sowie  Rozcestí (Rahmbrücke) und die Wüstung Žebrácký Žďár (Petlarnbrand) im Nordwesten.

## Geschichte
Die Siedlung entstand wahrscheinlich am Übergang vom 18. zum 19. Jahrhundert als Ortserweiterung von Katharina an dem nach Münchsfeld und Hesselsdorf führenden Fahrweg. Im Kartenblatt der zwischen 1764 und 1767 erstellten Josephinischen Landesaufnahme des Königreichs Böhmen ist die Siedlung namenlos eingezeichnet; jedoch deutet die andersfarbige und gröbere Gestaltung der Häuser auf eine Nachtragung hin. In Schallers 1788 erschienener Topographie des Königreichs Böhmen fand die Ortschaft in der Beschreibung der Majoratsherrschaft Meyerhöfen keine Erwähnung. Zwischen 1815 und 1816 begann der Bau der neuen Kaiserstraße zwischen Roßhaupt und Pfraumberg; sie kreuzte sich in Katharinahäuseln mit dem Hesselsdorfer Fahrweg.
Im Jahre 1835 wurde die Siedlung Katharinahäuseln als konstitutiver Bestandteil von Katharina betrachtet und im Gegensatz zu den zu Katharina konskribierten abseits gelegenen Weilern und Einschichten in Sommers Beschreibung des Pilsner Kreises nicht erfasst. Die Bevölkerung war deutschsprachig. Pfarrort war Wusleben, zuständig die Filialkirche in Katharina. Bis zur Mitte des 19. Jahrhunderts blieb die Siedlung der Fideikommissherrschaft Maierhöfen mit Pfraumberg untertänig, Besitzer waren die Grafen Kolowrat-Krakowsky.
Nach der Aufhebung der Patrimonialherrschaften bildeten die Katharinahäuseln / Kateřinské Chalupy ab 1850 eine Ortslage der Gemeinde St. Katharina im Bezirk Tachau und Gerichtsbezirk Pfraumberg. Ab 1855 gehörte die Kolonie zum Bezirk Pfraumberg. Ab 1868 war Katharinahäuseln wieder Teil des Bezirks Tachau. Nach dem Zusammenbruch der k.k. Monarchie wurde die Siedlung 1918 Teil der neu gebildeten Tschechoslowakei. Beim Zensus von 1921 wurden für die Kolonie Katharinahäuseln keine separaten Daten veröffentlicht.
In Folge des Münchner Abkommens wurde die Siedlung im Oktober 1938 dem Deutschen Reich zugeschlagen und gehörte bis 1945 zum Landkreis Tachau. Nach dem Ende des Zweiten Weltkrieges wurde Kateřinské Chalupy wieder Teil der Tschechoslowakei. Die deutschböhmische Bevölkerung wurde vertrieben und das Dorf mit Tschechen wiederbesiedelt. Im Jahre 1960 wurde Kateřinské Chalupy zusammen mit Kateřina nach Rozvadov eingemeindet.
Nach dem Fall des Eisernen Vorhangs entstand nordwestlich von Kateřinské Chalupy an der Staatsstraße I/5 ein Asiamarkt. Zwischen 1994 und 1997 erfolgte bei Kateřinské Chalupy der Bau der Autobahn D 5 bis zur Staatsgrenze mit Deutschland. Dabei wurden die nördlich der Staatsstraße I/5 gestandenen Häuser von Kateřinské Chalupy für die Errichtung von  TIR-Parkflächen und Tankstellen abgebrochen. Nach deren Fertigstellung im November 1997 wurde die alte Staatsstraße I/5 zur Staatsstraße II/605 herabgestuft. In Folge der Beitritte Tschechiens zur EU und zum Schengen-Raum sank in den 2000er Jahren der Bedarf an TIR-Parkflächen; einer der Truck-Parkplätze wurde aufgehoben und der Asiamarkt auf den deutlich größeren und günstiger gelegenen Standort zwischen Autobahn und Staatsstraße verlegt. Seit dem 15. August 2010 ist Kateřinské Chalupy als Grundsiedlungseinheit von Rozvadov ausgewiesen. Beim Zensus von 2024 bestand die Ansiedlung aus elf Wohnhäusern und hatte 27 Einwohner. Im Ort gab es zudem fünf Pensionen und zwei Gaststätten,  davon eine auf dem Asiamarkt.

## Ortsgliederung
Die Grundsiedlungseinheit Kateřinské Chalupy gehört zum Ortsteil Svatá Kateřina und ist Teil des Katastralbezirkes Svatá Kateřina u Rozvadova.
Zu Kateřinské Chalupy zugerechnet werden die Einschicht Mnichovství (Münchsfeld) und die Wüstung Frauentál (Frauenthal).